# Yeoryos Jatziioannidis
Yeoryos Jatziioannidis (República Socialista Soviética de Kazajistán, Unión Soviética, 22 de enero de 1951) es un deportista griego de origen soviético retirado especialista en lucha libre olímpica donde llegó a ser medallista de bronce olímpico en Moscú 1980.

## Carrera deportiva
En los Juegos Olímpicos de 1980 celebrados en Moscú ganó la medalla de bronce en lucha libre olímpica de pesos de hasta 62 kg, tras el luchador soviético Magomedgasan Abushev (oro) y el búlgaro Miho Dukov (plata).